# Małgorzata Mikołajczak
Małgorzata Mikołajczak (ur. 23 kwietnia 1966 w Wągrowcu) – polska literaturoznawczyni, profesor nauk humanistycznych. Kieruje Zakładem Literaturoznawstwa w Instytucie Filologii Polskiej Uniwersytetu Zielonogórskiego.

## Życiorys
Ukończyła I Liceum Ogólnokształcące w Zielonej Górze. W latach 1985–1990 studiowała polonistykę na Uniwersytecie Wrocławskim. Od 1993 zatrudniona w Wyższej Szkole Pedagogicznej w Zielonej Górze, przekształconej następnie w Uniwersytet Zielonogórski. Stopień naukowy doktora uzyskała w 1998, a doktora habilitowanego w 2008 na podstawie dorobku naukowego oraz monografii poświęconej twórczości Zbigniewa Herberta. 2 kwietnia 2015 uzyskała tytuł profesora nauk humanistycznych. W latach 2006–2018 kierowała Zakładem Teorii Literatury IFP UZ; w latach 2010-2016 kierowała Pracownią Badań nad Literaturą Regionalną UZ, od 2013 kieruje studiami doktoranckimi w dyscyplinie literaturoznawstwo na Wydziale Humanistycznym UZ, od 2011 członek Komitetu Nauk o Literaturze PAN (w 2020 weszła w skład Prezydium KNoL PAN), od 2016 członek zarządu Międzynarodowego Stowarzyszenia Studiów Polonistycznych. W latach 2017–2019 pełniła funkcję rzecznika dyscyplinarnego ds. nauczycieli akademickich Uniwersytetu Zielonogórskiego. W 2019 weszła w skład Rady Uczelni Uniwersytetu Zielonogórskiego, w tym samym roku została członkiem Rady Naukowej Szkoły Doktorskiej Nauk Humanistycznych i Społecznych UZ. Od 2020 jest członkiem Senatu UZ. Od 2019 pełni funkcję Przewodniczącej Lubuskiego Komitetu Okręgowego Olimpiady Literatury i Języka Polskiego dla Szkół Podstawowych, od 2020 funkcję Przewodniczącej Lubuskiego Komitetu Okręgowego Olimpiady Literatury i Języka Polskiego dla Szkół Średnich. Od 2022 roku zasiada w kapitule Wrocławskiej Nagrody Poetyckiej Silesius. W lipcu 2022 roku została prezesem Lubuskiego Towarzystwa Naukowego. Kieruje zespołem realizującym międzyuczelniany projekt „Nowy regionalizm w badaniach literackich”, pełni funkcję redaktora naukowego serii "Nowy Regionalizm w badaniach Literackich"  (TAiWPN "Universitas" Kraków). Zajmuje się teorią literatury, poezją współczesną i regionalizmem w badaniach literackich. Laureatka wyróżnienia Lubuskiego Wawrzynu Literackiego 2006 za dokonania krytyczno-literackie. W roku 2019 otrzymała Nagrodę Literacką im. Andrzeja K. Waśkiewicza
W 2018 została odznaczona Srebrnym Medalem „Zasłużony Kulturze Gloria Artis”.

## Wybrane publikacje

### Książki autorskie
- Podjąć przerwany dialog. O poezji Urszuli Kozioł (Kraków 2000).
- „W cieniu heksametru”. Interpretacje wierszy Zbigniewa Herberta (Zielona Góra 2004).
- Pomiędzy końcem i apokalipsą. O wyobraźni poetyckiej Zbigniewa Herberta (Seria „Monografie Fundacji na rzecz Nauki Polskiej”, Wrocław 2007, Toruń 2013).
- Zbliżenia. Studia i szkice poświęcone literaturze lubuskiej. Seria „Historia Literatury Pogranicza”, cz. 1 (Zielona Góra 2011).
- Światy z marzenia. Echa romantyczne w poezji Zbigniewa Herberta. Seria „Biblioteka Pana Cogito” (Kraków 2013).
- Ramiona Antajosa. Z teorii i historii regionalizmu literackiego w Polsce, Seria „Nowy regionalizm w badaniach literackich", t. 11 (Kraków 2021).

### Redakcje
- Bór nici. Wątki klasyczne i romantyczne w twórczości Zbigniewa Herberta. Seria „Biblioteka Pana Cogito" (Kraków 2011).
- Nowy regionalizm w badaniach literackich. Badawczy rekonesans i zarys perspektyw. Seria „Nowy regionalizm w badaniach literackich”, t.1  (Kraków 2012, współredakcja E. Rybicka)
- Geografia wyobrażona regionu. Literackie figury przestrzeni. Seria „Nowy regionalizm w badaniach literackich”, t. 2 (Kraków 2014, współredakcja: D. Kalinowski, A. Kuik-Kalinowska).
- Regionalizm literacki w Polsce. Zarys historyczny i wybór źródeł. Seria „Nowy regionalizm w badaniach literackich”, t. 4 (Kraków 2016, współredakcja Z. Chojnowski)[8].
- Zbigniew Herbert, Wybór poezji, wstęp i opracowanie Małgorzata Mikołajczak, seria Biblioteka Narodowa (Ossolineum, Wrocław 2018).